# Złotów
Złotów é um município da Polônia, na voivodia da Grande Polônia e no condado de Złotów. Estende-se por uma área de 11,58 km², com 18 441 habitantes, segundo os censos de 2017, com uma densidade de 1595,6 hab/km².